# Thierry Métroz
Thierry Métroz (né en 1963) est un designer automobile, actuellement directeur du style de DS Automobiles, après avoir occupé ce poste chez Citroën. 

## Biographie
Diplômé de l’École nationale supérieure des arts appliqués et des métiers d'art, ce designer automobile a commencé a travailler pour Renault en 1985, notamment pour des projets en Asie et au Brésil puis devient directeur du design Renault de Barcelone en 1999. Il s’est particulièrement investi dans l’innovation et est à l’origine de véhicules qui ont marqué le paysage automobile de ces dernières années. Directeur du design extérieur chez Renault jusqu’en juillet 2009, il est notamment le designer de l'Avantime, un véhicule avant-gardiste et anticonformiste qui mélangeait les genres en étant le premier (et seul à ce jour) « coupéspace ». Il quitte l’entreprise quand Laurens van den Acker est nommé directeur du style de la marque, pour rejoindre PSA où Jean-Pierre Ploué le charge du style de Citroën.

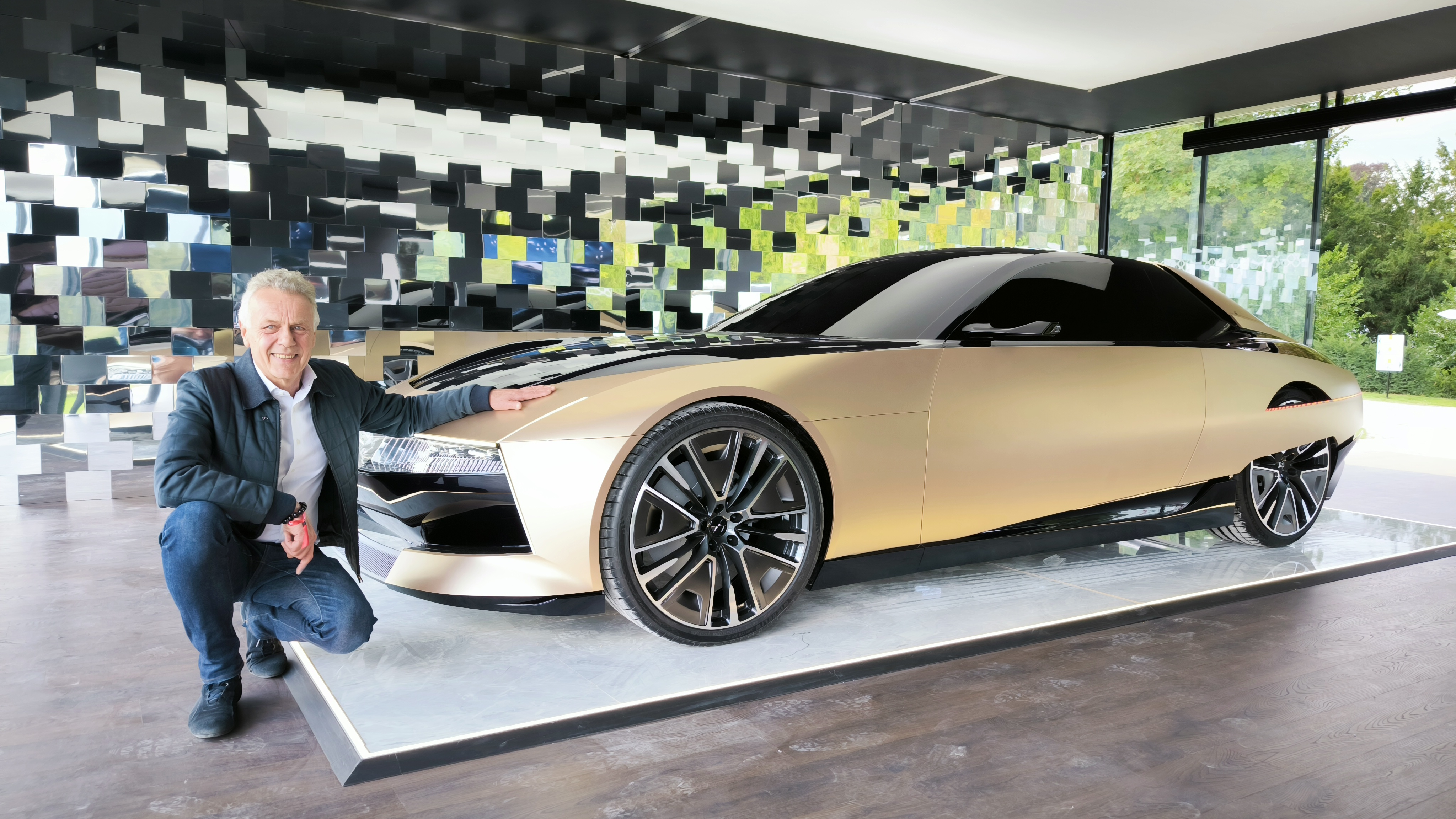
Thierry Métroz devant le concept car DS SM Tribute Concept (2024)

Le 1er juin 2012, il est nommé directeur du design de la ligne DS au sein de Citroën, tandis qu'Alexandre Malval le remplace sur la gamme généraliste « C »[réf. nécessaire]. En juin 2014, quand DS accède à son indépendance en tant que marque[réf. nécessaire], Thierry Métroz y est maintenu au poste de directeur du design.